# 咲乃深音
咲乃 深音（さきの みおん、6月29日 - ）は、宝塚歌劇団花組に所属する娘役。
兵庫県宝塚市、市立光ガ丘中学校出身。身長164cm。愛称は「ゆうき」、「みょん」。

## 来歴
2013年、宝塚音楽学校入学。
2015年、音楽学校卒業後、宝塚歌劇団に101期生として入団。入団時の成績は7番。月組公演「1789」で初舞台。その後、花組に配属。
2021年、柚香光・星風まどかトップコンビ大劇場お披露目となるショー「The Fascination!」で、初のエトワールに抜擢。

## 主な舞台

### 初舞台
- 2015年4 - 6月、月組『1789-バスティーユの恋人たち-』（宝塚大劇場のみ）

### 花組時代
- 2015年10 - 12月、『新源氏物語』『Melodia-熱く美しき旋律-』
- 2016年4 - 7月、『ME AND MY GIRL』
- 2016年8月、『Bow Singing Workshop〜花〜』（バウホール）
- 2016年9月、『アイラブアインシュタイン』（バウホール） - 民衆
- 2016年11 - 2017年2月、『雪華抄（せっかしょう）』『金色（こんじき）の砂漠』 - 新人公演：アムダリヤ（回想）（本役：華優希）
- 2017年3 - 4月、『仮面のロマネスク』 - シャイヨー夫人／ボヌール夫人／貴族の娘『EXCITER!!2017』（全国ツアー）
- 2017年6 - 8月、『邪馬台国の風』 - 新人公演：少年タケヒコ（本役：華優希）／カナ（本役：春妃うらら）『Santé!!』
- 2017年10月、『ハンナのお花屋さん-Hanna's Florist-』（TBS赤坂ACTシアター） - クララ
- 2018年1 - 3月、『ポーの一族』 - 新人公演：キャロル（本役：美花梨乃）
- 2018年5月、『Senhor CRUZEIRO（セニョール クルゼイロ）!』（バウホール） - セシリア
- 2018年7 - 10月、『MESSIAH（メサイア）-異聞・天草四郎-』 - 新人公演：なつ（本役：茉玲さや那）『BEAUTIFUL GARDEN-百花繚乱-』
- 2019年2 - 4月、『CASANOVA』 - サトゥールノ、新人公演：アンリエット（本役：城妃美伶）
- 2019年5 - 6月、『Dream On!』（バウホール）
- 2019年6月、『恋スルARENA』（横浜アリーナ）[注釈 1]
- 2019年8 - 11月、『A Fairy Tale -青い薔薇の精-』 - 新人公演：フローレンス・ウィールドン夫人（本役：城妃美伶）『シャルム!』
- 2020年1月、『マスカレード・ホテル』（ドラマシティ・日本青年館） - 高山佳子
- 2020年7 - 11月、『はいからさんが通る』
- 2021年1 - 2月、『NICE WORK IF YOU CAN GET IT』（東京国際フォーラム・梅田芸術劇場） - アリス
- 2021年4 - 7月、『アウグストゥス-尊厳ある者-』『Cool Beast!!』
- 2021年8 - 9月、『哀しみのコルドバ』 - 令嬢ポンシア／シャンタ『Cool Beast!!』（全国ツアー）
- 2021年11 - 12月、『元禄バロックロック』 - サツキ、新人公演：ケイショウイン（本役：美風舞良）『The Fascination（ザ ファシネイション）!』（宝塚大劇場） 初エトワール[3]
- 2022年1 - 2月、『元禄バロックロック』 - サツキ『The Fascination（ザ ファシネイション）!』（東京宝塚劇場）
- 2022年3 - 4月、『冬霞（ふゆがすみ）の巴里』（ドラマシティ・東京建物 Brillia HALL） - エリーニュス ティーシポネー
- 2022年6 - 9月、『巡礼の年〜リスト・フェレンツ、魂の彷徨〜』 - ド・キュスティーヌ嬢『Fashionable Empire』
- 2022年10 - 11月、『フィレンツェに燃える』 - マチルド『Fashionable Empire』（全国ツアー） エトワール
- 2023年1 - 3月、『うたかたの恋』 - マリンカ『ENCHANTEMENT（アンシャントマン）-華麗なる香水（パルファン）-』
- 2023年5月、『舞姫』（バウホール） - ミリィ
- 2023年7 - 10月、『鴛鴦歌合戦（おしどりうたがっせん）』 - 浜菊『GRAND MIRAGE!』
- 2023年11 - 12月、『激情』 - ミカエラ『GRAND MIRAGE!』（全国ツアー） エトワール
- 2024年2 - 5月、『アルカンシェル』 - シモーヌ
- 2024年7 - 8月、『ドン・ジュアン』（御園座） - ファニータ
- 2025年3 - 4月、『儚き星の照らす海の果てに』（バウホール） - エリザベス・エヴリン・バーヴァー
- 2025年6 - 9月、『悪魔城ドラキュラ／愛, Love Revue!』 - 魔物女 エトワール
- 2025年11 - 12月、『Goethe!』（東京国際フォーラム・梅田芸術劇場）

## 出演イベント
- 2018年11 - 12月、轟悠ディナーショー『Yū，Un jour chantant』[4]
- 2024年3 - 4月、柚香光ディナーショー『Expression!』